# تامس هاکل ولر
تامس هاکل ولر (انگلیسی: Thomas Huckle Weller؛ ۱۵ ژوئن ۱۹۱۵ – ۲۳ اوت ۲۰۰۸) یک  ویروس‌شناس و زیست‌شناس اهل ایالات متحده آمریکا بود.
وی برنده جوایزی همچون جایزه نوبل فیزیولوژی و پزشکی شده است.